# Liborius Gerstenberger

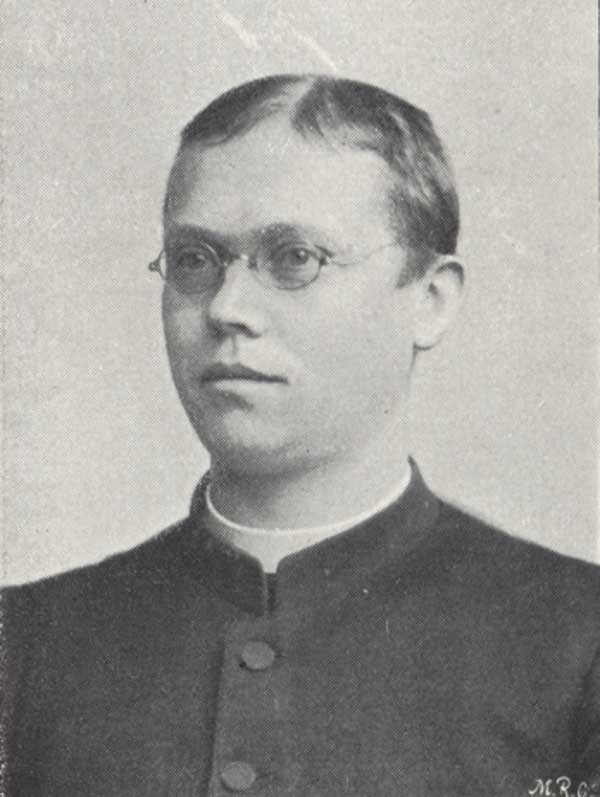
Liborius Gerstenberger im Handbuch der Abgeordneten des Bayerischen Landtages, 1900

Liborius Gerstenberger (* 19. April 1864 in Rödelsee; † 5. April 1925 in Berlin) war ein deutscher Geistlicher und Politiker (Zentrum, Bayerische Volkspartei). Gerstenberger war unter anderem Päpstlicher Geheimkämmerer und Abgeordneter des Deutschen Reichstags.

## Leben und Wirken

### Geistliche Laufbahn
Liborius Gerstenberger besuchte das Gymnasium in Schweinfurt. Im Anschluss studierte er an der Universität Würzburg katholische Theologie. 1883 und 1884 gehörte er dem 9. Bayerischen Infanterie-Regiment in Würzburg an. Nachdem er im Dom dieser Stadt 1887 die Priesterweihe empfangen hatte, war Gerstenberger bis 1892 als Kaplan in verschiedenen Orten des Spessarts tätig. Von 1892 bis 1903 amtierte er als Pfarrer zu Laufach im Spessart. Von 1896 bis 1908 wirkte er überdies als Sekretär des Christlichen Bauernvereins für Unterfranken. Außerdem war er ab 1895 Redakteur der Zeitung Der Fränkische Bauer; seit 1903 Hauptschriftleiter bzw. Geschäftsführer des Fränkischen Volksblattes und der Gesellschaftsdruckerei in Würzburg. 1905 gründete er das "Schweinfurter Volksblatt". Daneben fungierte Gerstenberger noch als Schriftleiter des Bauernvereins für Unterfranken und als Distriktschulinspektor. Er starb im Maria-Viktoria-Stift an den Folgen einer Blinddarmoperation.

### Politisches Wirken
Seit 1895 gehörte Liborius Gerstenberger für die katholisch geprägte Zentrumspartei dem bayerischen Landtag an, in dem er ohne Unterbrechung bis 1918 vertreten war.
Ebenfalls von 1895 bis 1918 fungierte er zudem als Zentrumsabgeordneter für den Wahlkreis Aschaffenburg im Deutschen Reichstag zu Berlin. Nach dem Ersten Weltkrieg trat er in die neu gegründete Bayerische Volkspartei ein, für die er 1919 in der Weimarer Nationalversammlung und von 1920 bis 1925 als Abgeordneter des Wahlkreises 26 (Franken) im Reichstag saß. Sein politisches Credo brachte Gerstenberger am 25. Juni 1922 exemplarisch auf die Formel: „Möge doch bei allen Parteien die Erkenntnis ausschlaggebend werden, daß sie nicht Selbstzweck sind, sondern nur ein Mittel um dem Volke zu dienen, in allen seinen Berufen, Ständen und Schichten, nur Mittel zur Erhaltung und Rettung des einigen, uns allen gemeinsamen Deutschen Vaterlands.“

### Wirken als Reiseschriftsteller
Neben seiner politischen Tätigkeit machte Gerstenberger sich auch durch eine Reihe von Reiseberichten einen Namen. In diesen schilderte er seine Eindrücke über so verschiedene Länder wie Island, die Vereinigten Staaten von Amerika und Norwegen. Seine Reiseberichte, die allesamt zwischen der Jahrhundertwende und dem Ersten Weltkrieg entstanden, erweisen sich dabei in ihrer Einsicht in die bestehenden Verhältnisse und zukünftigen Entwicklungen stellenweise als äußerst scharfsinnig: So erkannte Gerstenberger schon während eines New-York-Besuchs im Jahr 1904 – als die Vereinigten Staaten von Amerika in Europa vielfach noch als „irgendein“ zweitrangiges Land in Übersee angesehen wurden – die bevorstehende Weltbedeutung des „abseits gelegenen“ Landes („Hat griechische Kunst und Wissenschaft die alte Welt, hat römische Militärmacht die germanischen Völker bezwungen, die amerikanische Geldmacht wird sichtbarer die ganze Welt beeinflussen als die beiden vorgenannten.“) sowie die Effektivität der einheitlichen amerikanischen Typenbauweise („Der praktische Amerikaner macht in seinen Fabriken nur wenige Sorten und diese in großen Mengen“).

## Nachlass
Der Nachlass von Gerstenberger, der auch den Titel eines Päpstlichen Geheimkämmerers führte und Ehrenbürger von Laufach war, wurde Ende der 1970er Jahre im Zentralen Staatsarchiv Potsdam aufbewahrt.

## Schriften
- Vom Steinberg zum Felsengebirge. Ein Ausflug in die Neue Welt im Jahre der Weltausstellung von Saint-Louis 1904, Würzburg 1905.
- In 14 Tagen um Halb Europa, 1912.
- Über Island nach Spitzbergen, 1913.